# Circondario di Hildburghausen
Il circondario di Hildburghausen (in tedesco Landkreis Hildburghausen) è un circondario (Landkreis) della Turingia, in Germania.
Capoluogo e centro maggiore è Hildburghausen.

## Suddivisione amministrativa

### Città e comuni
Tra parentesi gli abitanti al 31 dicembre 2021, il capoluogo della comunità amministrativa è contrassegnato da un asterisco.
Città
1. Eisfeld (7 454)
2. Hildburghausen (11 660)
3. Römhild (6 697)
4. Schleusingen (10 656)

Comuni indipendenti o con funzione di comunità amministrativa (Erfüllende Gemeinde)

1. Auengrund (2 848), amministra il comune di:
  1. Brünn/Thüringen (405)
2. Masserberg (2 132)
3. Schleusegrund (2 628)
4. Veilsdorf (2 721)

### Comunità amministrative (Verwaltungsgemeinschaft)
- Verwaltungsgemeinschaft Feldstein (7 350)

1. Ahlstädt (118)
2. Beinerstadt (296)
3. Bischofrod (159)
4. Dingsleben (235)
5. Ehrenberg (179)
6. Eichenberg (162)
7. Grimmelshausen (177)
8. Grub (156)
9. Henfstädt (357)
10. Kloster Veßra (280)
11. Lengfeld (396)
12. Marisfeld (424)
13. Oberstadt (331)
14. Reurieth (778)
15. Schmeheim (266)
16. St. Bernhard (252)
17. Themar, città * (2 784)

- Verwaltungsgemeinschaft Heldburger Unterland (7 538)

1. Heldburg, città * (3 355)
2. Schlechtsart (169)
3. Schweickershausen (162)
4. Straufhain (2 704)
5. Ummerstadt, città (452)
6. Westhausen (696)